# Pobočnik
Pobočnik ili ađutant (lat. adiutans, odnosno od glagola adiutare, što znači pomoći) je naziv za vojni čin ili dužnost. U nekim vojskama, pobočnik je časnik dodijeljen kao pomoćnik visokom časniku ili šefu države, a u monarhijama i nekim članovima dinastije, da im pomaže pri vršenju njihovih službenih ili osobnih poslova. Pobočnik može biti i administrativni djelatni časnik, obično član zapovjednog stožera, koji vrši opće i administrativne poslove i razne stožerne dužnosti.

## Razvoj ukopnenoj vojsci
Iako je sam naziv novijeg datuma s kraja 17. stoljeća, osobe koje su obavijale pobočničke dužnosti postojale su još u starom vijeku gotovo u svim zemljama. U antičkoj Grčkoj, npr., viši zapovjednici (sintagmarsi, hilijarsi, melarsi) imaju uz sebe posebne osobe za obavljanje pobočničkih poslova. U neposrednoj pratnji rimskih vojskovođa i namjesnika bilo je, također, mladih ljudi-dobrovoljaca (contubernalis) iz privilegiranih obitelji, koji su, pored svojih patrona, učili vojnički zanat, a usporedno obavljali razne administrativne i druge zadatke. 
Slične osobe postoje i kasnije, u srednjem vijeku, ali, pretežno, na dvorovima. Organizacija zapovijedanja je u tom vremenu nerazvijena, a stožeri su imali samo nekoliko ljudi. Tek pojavom najamničkih vojski, u 15. i 16. stoljeću, prvi put se ustanovljuju formacijske dužnosti za obavljanje pobočničkih poslova. Krajem 16. stoljeća u francuskoj vojsci prvi put se javljaju nazivi aide major ↓1 i aide-de-camp ↓2. Oba su podređena general bojniku (maréchal de camp), koji je pomagao zapovjedniku u organizaciji pozadine, pri formiranju marševskog i borbenog poretka, reguliranju unutrašnje službe i dr. Funkcija aide majora zadržana je kasnije za trupne pobočnike, a aide-de-camp za osobne pobočnike viših zapovjednika. Taj naziv preuzimaju u 18. stoljeću vojske Velike Britanije i SAD, i zadržavaju ga do danas. 
Poslije revolucije 1790., u sastavu francuske vojske formira se i tzv. korpus (corps) generalnih pobočnika (adjutants généraux), od 17 pukovnika i 13 potpukovnika, ali su već 1797. oni zamijenjeni tzv. pobočničkim — zapovjednicima (adjudants — commandants), što je u stvari bio naziv za načelnike stožera divizija, odnosno za pomoćnike načelnika stožera korpusa. Kad je 1818. stvoren korpus stožernih časnika (corpus d'Éat-major) funkcije pobočnika zadržane su samo u nižim jedinicama (bojna, pukovnija), u vojarnama, i kao dočasnički čin (adjudant i adjudant-chef). 
Iz Francuske je funkcija i naziv pobočnika ubrzo prenijeta i u neke druge europske vojske. Krajem 17. stoljeća pobočnici postoje i u vojskama Prusije, Brandenburga i Austrije, a u ruskoj vojsci uvodi ih Petar I. Veliki jer su do tada funkcije pobočnika obavljali jesauli (есаулы), sinovi bogatih i poznatih vojvoda. U pogledu funkcija koje su obavljali, pobočnici u njemačkoj i austrijskoj vojsci nisu se bitno razlikovali od francuskih. Njihove dužnosti 1729. godine propisuje Ludwig Andreas von Khevenhüller, kasnije austrijski maršal, a 1769. Marija Terezija, tzv. Pravilom za generale (Generals-Reglement) u kojem predviđa da svaki general ima pobočnika i određuje zadatke tzv. krilnih pobočnika (koji su prenosili naređenja zapovjednicima krila), i general pobočnicima zapovijedinicma armija. Prema propisima Leopold Joseph von Dauna iz 1757., pobočnici su u borbi morali staviti ešarpu preko desnog ramena radi raspoznavanja, a kasnije u svim vojskama dobivaju posebne oznake (akselbendere). 
Pojavom glavnih stožera pobočnici postepeno gube operativnu funkciju. U francuskoj vojsci pobočnika-zapovjednika zamjenjuju stožerni časnici čina pukovnika, a u Prusiji, i kasnije Njemačkoj, u njihovoj nadležnosti ostaju, uglavnom, administrativni i rutinski poslovi. U vojskama Velike Britanije i SAD pobočnička služba prerasta u osobnu struku, sa znatno širim kompetencijama nego u drugim zemljama. Generalni pobčnik (adjutant-general to the forces) bio je drugi član Vojnog stožera britanskih oružanih snaga. On je na čelu uprave (departmana) u Ministarstvu rata, odgovoran je za cjelokupnu personalnu politiku. U nižim stožerima (do divizije) postoje posebni organi pobočničke službe (assistant-adjutant-generals), a u pukovnijama, bojnama i njima ravnim jedinicama pobočnici pomažu zapovjednicima u obavijanju zadataka, a u ratu postaju njihovi osobni pobočnici. Generali imaju osobne pobočnike (aides-de-camp). U SAD-u prema propisima iz 1954., poslove organa pobočničke službe (Adjutant-General's Branch) koordinira pomoćnik načelnika stožera za osobne poslove (G-1), a u stožerima pukovnija i bojni pomoćnik načelnika stožera (S-1) zove se pobočnik. Kao i u britanskoj vojsci, i generali SAD imaju osobne pobočnike (od 1 do 6), u činu od poručnika do pukovnika.
U Sovjetskoj vojsci od divizije naviše, pobočnici nemaju određene funkcije, već obavljaju zadatke koje im zapovjednici odrede.
Institucija pobočnika postojala je u srpskoj i u Jugoslavenskoj kraljevskoj vojsci. Prvi pobočnici srpske vojske uvedeni su 1836. u zapovjedništima oblasti, a 1839. postoje i u Glavnom stožeru garnizonske vojske. Načelnici stožera brigada imaju od 1874. po jednog pobočnika, a 1883. u općem odjeljenju Ministarstva vojske formiran je i poseban pobočnički odsjek. osobne pobočnike imaju kralj i članovi dinastije. U Crnoj Gori pobočnici se uvode 1908. u svim brigadama. Sistem pobočničke službe koji je postojao u srpskoj vojsci, preuzela je, u potpunosti, Jugoslavenska kraljevska vojska.
U JNA funkcija pobočnika postojala je od 1945. do 1949. u zapovjedništvima pukovnija i divizija pobočnici su obavljali opće kancelarijske i administrativne poslove. U višim zapovjedništvima i ustanovama (upravama) njihove poslove vrše sekretari (šefovi kabineta).

## Razvoj uratnoj mornarici
U ratnoj mornarici (eng. flag lieutenant; rus. aдъютант), pobočnik je naziv za pomorskog časnika nižeg čina odgovornog za stožerne kancelarijske poslove, pomorski ceremonijal i protokol, a istovremeno on je i osobni tajnik zapovjednika. U ovoj, drugoj funkciji, nalazi se uz zapovjednika za vrijeme njegovih službenih posjeta, na zapovjednom mjestu gdje mu pomaže u obavljanju tehničkih i administrativnih poslova. Međutim, kao i u KoV, funkcije pomorskog pobočnika mijenjale su se i u RM.
Do Prvog svjetskog rata, pobočnik je bio je odgovoran i za organizaciju signalnih veza, a u međuratnom razdoblju nalazio se u stožeru pomorskog sastava kao pomoćnik zapovjednika operativne poslove. Formiranjem operativnih organa pobočnici se oslobađaju svih tih funkcija, i zadržavaju jedino tajničke i administrativne poslove.